# 江本宏平
江本宏平（えもと こうへい）は、日本の獣医師であり、往診専門動物病院わんにゃん保健室の院長。  

## 経歴
日本大学を卒業後、日本、アメリカ、カナダで獣医療の経験を積み、2017年に往診専門の動物病院「わんにゃん保健室」を開院した。   

### 専門分野
犬猫の在宅における緩和ケア、ターミナルケアの専門家。高齢犬猫医療10歳以上の犬猫の健康管理に特化。高齢期の犬猫には
年4回の定期健康診断を推奨。ペットとの最期の大切な時間である「エンジェルタイム」を提唱。

### 専門的視点
高齢の犬猫ケアにおいて、江本は柔軟なアプローチを提唱している。「100点にこだわらない」という考えのもと、ペットの状態に応じた個別的なケアの重要性を強調している。往診専門動物病院わんにゃん保健室の院長として、高齢動物の医療と福祉の向上に尽力し、特に、通院が困難な高齢ペットへの医療支援に注力している。  また、犬猫も高齢化する社会だからこそ増えつつある認知機能不全について、人との共生における在宅緩和ケアに取り組んでいる。 

## 専門的活動
往診サービスを通じて、ペットの生活環境を直接観察し、医療アドバイスを提供している。高齢猫の生活環境や食事、健康状態に関する専門的な助言で知られている。

## 監修・著書
「猫の介護ハンドブック〜気持ちに寄り添う緩和ケア・ターミナルケア・看取り」 